# Notodontidae
Los notodóntidos (Notodontidae) son una familia de lepidópteros con más de 3.500 especies conocidas. Hay especies de esta familia en todo el mundo, pero existen en mayor número en las regiones tropicales, especialmente en el nuevo mundo (Miller, 1992). Las orugas procesionarias, Thaumetopoeidae, en algunas clasificaciones se incluyen como una subfamilia de Notodontidae. 
Suelen tener un cuerpo robusto y alas largas que se pliegan sobre el dorso durante el reposo. Generalmente son grises o pardas; unas pocas presentan colores brillantes tales como la subfamilia Dioptinae (Grimaldi y Engel, 2005). Estos rasgos las asemejan a la familia Noctuidae aunque no tienen un parentesco cercano. Los adultos no se alimentan. Muchas especies tienen una mata de pelos en el borde posterior del ala delantera que sobresale hacia arriba durante el reposo. Esto es lo que les da el nombre común de "prominentes". Los nombres comunes de muchas especies se refieren a su velludez.

## Ciclo vital

### Huevo
El huevo es hemisférico o casi esférico, sin ornamentos (Scoble, 1995).

### Larva
Las orugas son generalmente lampiñas pero pueden presentar tubérculos, espinas o promontorios (Scoble 1995). Suelen levantar ambos extremos cuando se encuentran en reposo. El último par de patas torácicas está atrofiado frecuentemente, o bien es largo y con glándulas. Algunas larvas cambian de color y de aspecto en cada muda (Weller, 1992). Pueden ser de formas desusadas. Algunas tienen defensas químicas como ácido de cianuro, ácido fórmico u otras cetonas, que no son comunes en otros lepidópteros (Blum, 1981). Schizura unicornis y S. badia producen una mezcla de ácido fórmico, acético y otras sustancias que disparan contra sus atacantes (Attygalle et al., 1993).

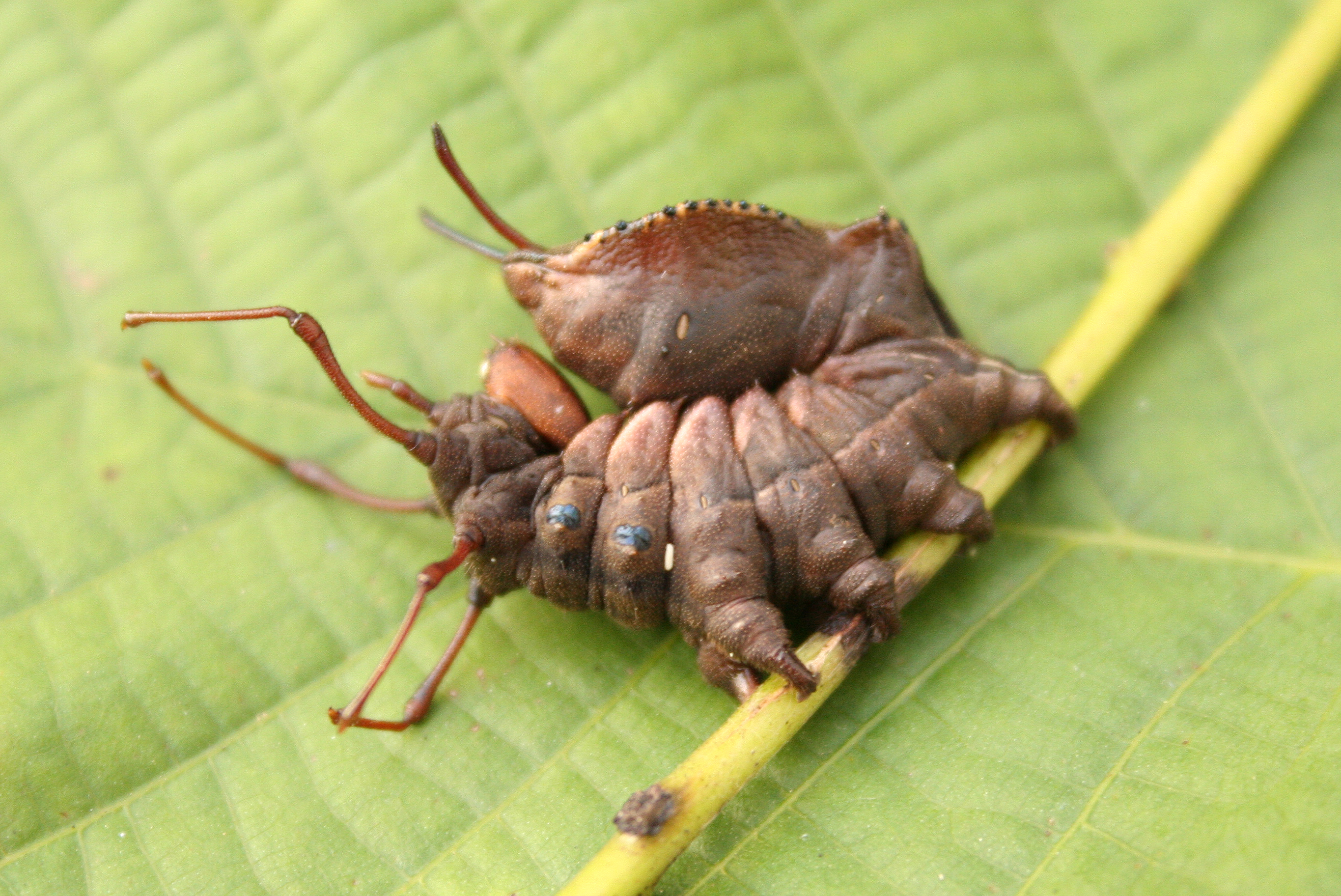
Stauropus fagi larva

Las larvas de algunas especies son extraordinarias. Las de Cerura vinula tienen un "rostro" temible y un par de colas (en realidad patas modificadas) y levantan ambos extremos en una posición amenazadora cuando son molestadas. La larva de Stauropus fagi es aún más extraña, semejando a un crustáceo. Otras imitan el borde de una hoja de la cual se alimentan, disimulando así su presencia.
La mayoría se alimentan en forma solitaria; aunque algunas son gregarias y forman un desfile, que les da el nombre de orugas procesionarias, subfamilia Thaumetopoeinae. 
Se alimentan de árboles y arbustos, excepto las de la subfamilia Dioptinae, que se alimentan de plantas herbáceas (Miller, 1992). La mayoría se especializan en una sola familia de plantas o familias estrechamente relacionadas; por ejemplo los miembros del género Datana se alimentan de Juglandaceae, Hamamelidaceae, Ericaceae y Anacardiaceae (Miller 1992).

### Adulto
Los adultos tienen órganos timpánicos en el metatorax que se abren hacia adelante. Sirven como defensa contra los murciélagos (Fullard et al., 1997). Las tibias tienen espolones con bordes serrados (Scoble, 1995). Los miembros de la subfamilia Dioptinae, que antes se consideraba una familia aparte, son coloridos y vuelan de día a diferencia del resto de los notodóntidos que son nocturnos. Algunos Dioptinae tienen órganos timpánicos no funcionales. 

## Importancia
Algunas especies son defoliadores serios. Entre ellos se destacan Heterocampa guttivita,  Clostera cupreata (defoliador de álamos), Phryganidia californica, Quadricalcarifera punctatella, Lochmaeus manteo, Epicerura pergisea y Datana ministra y Datana integerrima.

## Sistemática
Especies destacadas:
- Phalera bucephala
- Cerura vinula
- Stauropus fagi
- Furcula bifida
- Ptilodon capucina
- Nadata gibbosa

Algunas subfamilias y sus géneros destacados:
- Dudusinae
  - Crinodes
- Hemiceratinae
  - Hemiceras
- Dicranurinae
  - Parasinga
- Heterocampinae
  - Rifargia

Además de estas subfamilias, existen muchos notodóntidos de posición sistemática no determinada. Estos son:
| - Afilia - Antheua - Antimima - Antithemerastis - Astylis - Cardiga - Cascera - Commonia - Datana - Destolmia - Didugua - Ecnomodes - Elymiotis - Euhyparpax - Farigia - Gallaba - Gargettiana - Hippia - Hobartina - Hylaeora | - Hyparpax - Lasioceros - Lirimiris - Litodonta - Lochmaeus - Macrurocampa - Medanella - Misogada - Nadata - Neola - Notela - Notodontella - Oligocentria - Omichlis - Ortholomia - Paracerura - Paradestolmia - Pentobesa - Pheraspis - Pheressaces | - Polychoa - Praeschausia - Psalidostetha - Pseudhapigia - Pseudoteleclita - Resomera - Resto - Rodneya - Sagamora - Schizura - Scrancia - Scythrophanes - Skewesia - Sorama - Sphetta - Stenostaura impeditus - Symmerista - Theroa - Timoraca - Ursia |